# الجماعة المتحررة
الجماعة المتحررة هي فلسفة كنيسة واسعة النطاق في كنيسة إنجلترا خصوصًا والأنجليكية عمومًا. يُستخدم هذا المصطلح غالبًا للإشارة إلى المنظمات السياسية العلمانية، ما يعني أنها تشمل نطاقًا واسعًا من الآراء. وهي تأخذ بالتفسير الحر الواسع للتعاريف المتزمتة.